# ثغاء
في الطب، الثغاء (الإنجليزية: Egophony؛ الإنجليزية البريطانية: Aegophony) هو زيادة رنين الأصوات التي يمكن سماعها عند تسمع الرئة، عادة بسبب التكثف الرئوي والتليف. يحدث الثغاء بسبب انتقال الأصوات ذات الترددات العالية خلال سوائل، كما في حالة الرئة غير الطبيعية. أما الأصوات ذات الترددات الأقل فإنها تنفد.

## الأصل اللغوي
من الناحية اللغوية فإن الثغاء هو صوت الشاة أو الغنم، أو هو صوت الظباء عن الولادة.